# Абаканская картинная галерея
Абака́нская карти́нная галере́я и́мени  Ф. Е. Пронских — единственный художественный музей в Хакасии. В настоящее время собрание галереи охватывает 2609 произведений русского искусства XX—XXI вв., среди которых живопись, скульптура, графика, декоративно-прикладное искусство, фотография.

## История
Абаканская картинная галерея им. Ф. Е. Пронских открыта 26 марта 1998 года на базе коллекции произведений изобразительного искусства, собранной и переданной в дар Абакану Фёдором Ефимовичем Пронских в 1998 году.
Начало его коллекции в конце 1970-х годов положили художники Красноярья: Борис Ряузов, Тойво Ряннель и Владимир Мешков. Также откликнулись художники Хакасии: в фондах появились работы Владимира Ананьина, Аграфены Асочаковой, Валентины Вальковой, Георгия Никоненко, Василия Новоселова, Григория Серебрякова, Михаила Бурнакова.
По хранящимся в галерее работам можно представить всю историю становления изобразительного искусства Красноярского края, Хакасии и Абакана.

## Наши дни
Галерея реализует различные городские и региональные творческие проекты. Среди них, ставшие традиционными, ежегодные выставки: «Художники — педагоги» — выставки работ преподавателей художественной школы (проводится с 1993 г.), «Абакан — река дружбы» (проводится с 1996 г.). В сентябре 2019 года галереей реализован выставочный проект «Грани творчества» — «ожившие картины» с эффектом дополненной реальности (выставка постоянно представлена на официальном сайте галереи). В ноябре того же года уникальная фотовыставка «Немного о многом» , представившая 50 высокохудожественных фотографических портретов  абаканских ветеранов Великой Отечественной войны 1941-1945 гг., открыла Год памяти и славы в городе Абакане.
В последние годы усилились партнерские связи с музеями Республики Хакасия, Красноярского края. В ноябре 2019 года впервые выставка работ из фондов Абаканской картинной галереи экспонировалась в Таймырском краеведческом музее в городе Дудинка. Фонды картинной галереи продолжают пополняться произведениями современных художников.

## Коллекция музея
Общее количество единиц хранения галереи — 2609, в том числе:
- живопись — 1299;
- графика — 1204;
- скульптура — 40;
- декоративно-прикладное искусство — 5;
- фотографии — 61.